# Fairphone 3
Fairphone 3 a 3+ je dvojice chytrých telefonů od společnosti Fairphone. Oba mají modulární, opravitelný design a jsou „vyrobeny z odpovědně získaných, bezkonfliktních a recyklovaných materiálů, kde je to možné“. Disponují displejem s rozlišením 1080 × 2160 pixelů s Gorilla Glass, baterií 3 060 mAh, úložištěm 64 GB + microSD, procesorem Qualcomm Snapdragon 632, 4 GB RAM, NFC a 2 sloty na SIM.
Fairphone 3 má zadní fotoaparát 12 MP a přední fotoaparát 8 MP. Byl uveden 3. září 2019 za cenu 450 EUR. V době uvedení byl vybaven operačním systémem Android 9, v září 2020 byla vydána aktualizace na Android 10.
Fairphone 3+ se od Fairphonu 3 liší vylepšeným zadním fotoaparátem (48 MP, inteligentní detekce scény a vyšší dynamický rozsah), vylepšeným předním fotoaparátem (16 MP, vyšší dynamický rozsah) a vylepšeným zvukem, přičemž tyto jsou k dispozici také pro Fairphone 3 jako vyměnitelné moduly. Navíc je vyrobený z většího množství recyklovaného plastu (zvýšení z 9 % na 40 %). Byl uveden 27. srpna 2020 za cenu 469 EUR. V době uvedení byl vybaven operačním systémem Android 10.

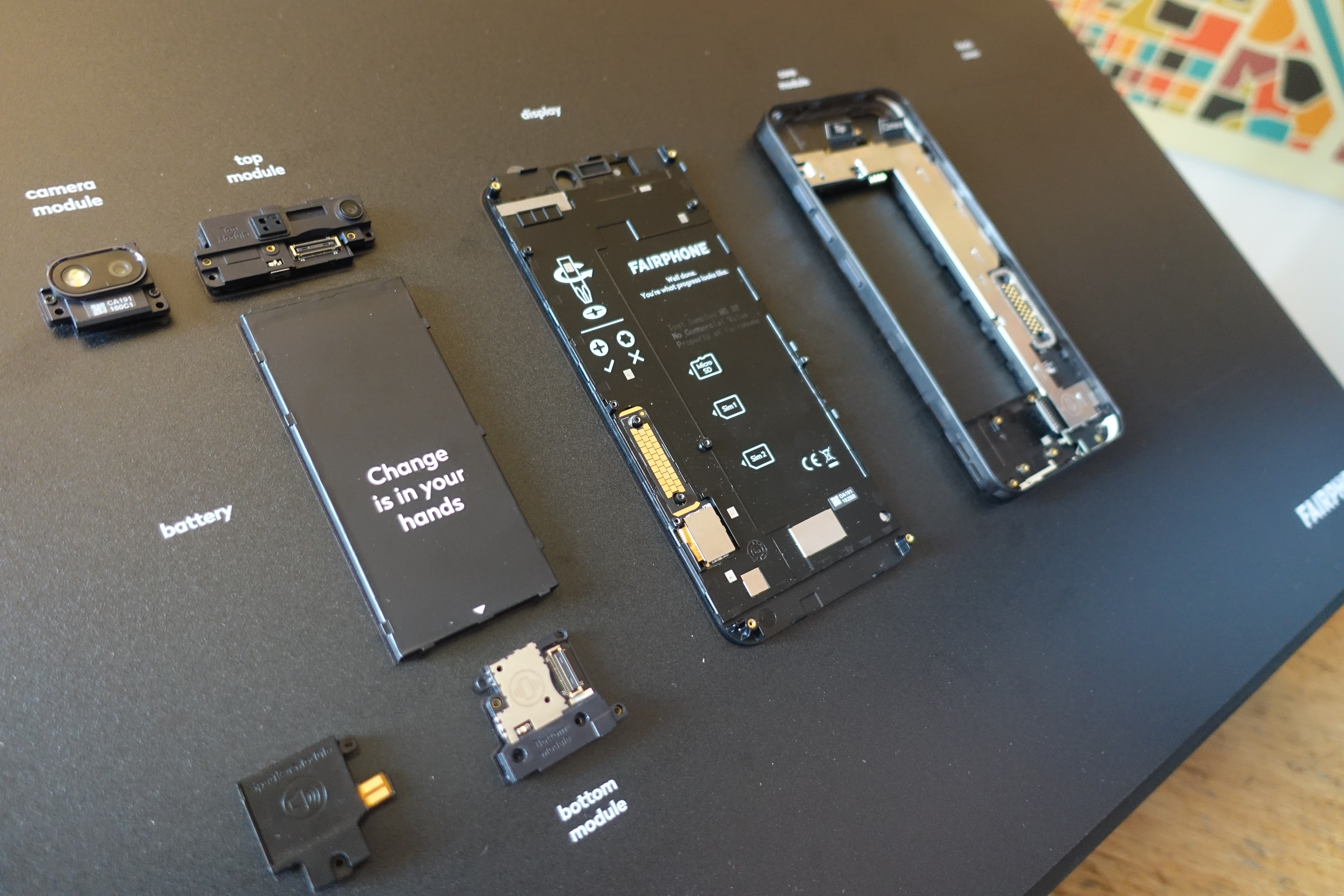
vystavené moduly Fairphonu 3

## Ohlas
iFixit udělil telefonu skóre opravitelnosti 10 z 10 (10 znamená nejsnadnější na opravu).